# Halflife (EP)
Pour la super-vilaine, voir Halflife.
Albums de Lacuna Coil
In a Reverie
(1999) Unleashed Memories
(2001)
Halflife est le deuxième EP du groupe Lacuna Coil sorti en 2000.

## Liste des titres
1. Halflife - 5:00
2. Trance Awake - 2:00
3. Senzafine - 3:56
4. Hyperfast - 4:57
5. Stars - 4:37